# کوه بروژ
کوه بروژ یکی از کوهای واقع در دهستان سیوکانلو شهرستان شیروان است.

## موقعیت
این کوه از جنوب به کوه گنه، از جنوب غربی به روستای الاشلو از شمال غربی به روستای بیچرانلو و از غرب به روستای بوانلو منتهی می‌شود.